# Outlaws (serie televisiva 1960)
Outlaws  è una serie televisiva western statunitense in 50 episodi trasmessi per la prima volta nel corso di 2 stagioni dal 1960 al 1962.

## Trama
Lo sceriffo Frank Caine opera in una zona senza legge del Territorio dell'Oklahoma nei pressi di Stillwater ed è coadiuvato dal vice sceriffo Will Foreman. Nella seconda stagione, l'attore Barton MacLane lascia la serie e Will Foreman viene promosso sceriffo, con Bruce Yarnell che entra nel cast nel ruolo del vice sceriffo Breeson Chalk.

## Personaggi
- marshal Will Foreman (38 episodi, 1960-1962), interpretato da	Don Collier.
- marshal Frank Caine (26 episodi, 1960-1961), interpretato da	Barton MacLane.
- marshal Chalk Breeson (12 episodi, 1961-1962), interpretato da	Bruce Yarnell.
- Slim (10 episodi, 1961-1962), interpretato da	Slim Pickens.
- marshal Heck Martin (10 episodi, 1960-1961), interpretato da	Jock Gaynor.
- Connie Masters (8 episodi, 1961-1962), interpretato da	Judy Lewis.
- Dottore (4 episodi, 1961-1962), interpretato da	Pat McCaffrie.
- Clay Fisher (4 episodi, 1960-1962), interpretato da	David White.
- Nulty (3 episodi, 1960-1962), interpretato da	Edgar Buchanan.
- Begley (3 episodi, 1960-1962), interpretato da	Robert H. Harris.
- Chad Burns (3 episodi, 1960-1962), interpretato da	Cliff Robertson.
- Donna Pringle (3 episodi, 1960-1962), interpretata da	Pippa Scott.
- Frank Wagner (3 episodi, 1960-1962), interpretato da	Harry Townes.
- Abetforth (3 episodi, 1960-1961), interpretato da	Ken Lynch.
- Beau Latimer (3 episodi, 1960-1961), interpretato da	Gerald Mohr.
- Joe Cannon (3 episodi, 1960-1961), interpretato da	Vic Morrow.

## Produzione
La serie fu prodotta da National Broadcasting Company e girata nel Bronson Canyon a Los Angeles e negli studios della Metro-Goldwyn-Mayer a Culver City in California.

### Registi
Tra i registi della serie sono accreditati:
- Walter Doniger (3 episodi, 1960-1961)
- Jesse Hibbs (2 episodi, 1960-1962)
- Sobey Martin (2 episodi, 1960-1961)
- Paul Stanley (2 episodi, 1961)
- John Florea (2 episodi, 1962)

## Distribuzione
La serie fu trasmessa negli Stati Uniti dal 1960 al 1962 sulla rete televisiva NBC.

## Episodi
| Stagione         | Episodi | Prima TV USA |
| ---------------- | ------- | ------------ |
| Prima stagione   | 26      | 1960-1961    |
| Seconda stagione | 24      | 1961-1962    |